# Hang Me Up to Dry
Hang Me Up to Dry è un brano musicale dei Cold War Kids, singolo estratto dall'album Robbers & Cowards del 2007. Il video, interamente girato in un bianco e nero "cinematografico" è stato diretto dalla Malloy Bros, nota per aver diretto video musicali di gruppi rinomati come Foo Fighters, The White Stripes e altri.